# Gerd Andersson
Gerd Gunvor Andersson (Stoccolma, 11 giugno 1932) è un'attrice svedese.

## Filmografia parziale
- Un'estate d'amore (Sommarlek), regia di Ingmar Bergman (1951)
- Donne in attesa (Kvinnors väntan), regia di Ingmar Bergman (1952)
- Fanny e Alexander (Fanny och Alexander), regia di Ingmar Bergman (1982)